# جون كوين (لاعب كرة قدم)
جون كوين (بالإنجليزية: John Quinn)‏ هو لاعب كرة قدم بريطاني في مركز الدفاع، ولد في 30 مايو 1938 في المملكة المتحدة. لعب مع شيفيلد وينزداي ونادي روذرهام يونايتد ونادي هاليفاكس تاون ووركشوب تاون ‏ وPrescot Cables F.C. ‏ وإف سي هاليفاكس تاون.

## وصلات خارجية
- جون كوين على موقع قاعدة بيانات كرة القدم.إي يو (الإنجليزية)